# Molde FK
A Molde FK, teljes nevén Molde Fotballklubb egy norvég labdarúgócsapat. A klubot 1911-ben alapították, székhelye Molde városa. Jelenleg az első osztályban szerepel.
A Rosenborgon kívül az egyetlen norvég klub , amely szerepelt a Bajnokok Ligájában, méghozzá az 1999–2000-es szezonban.

## Története

### A korai évek (1911–63)
A Molde FK-t 1911.június 19-én alapította egy Klaus Daae Andersen (született: 1873. szeptember 3-án) vezette csoport, első elnöke J. Ferdinand Dahl volt. Az 1912. április 24-én tartott közgyűlés úgy döntött, hogy a klub neve legyen International talán mert az ellenfelek többnyire kereskedő- vagy személyhajókon érkező látogatók voltak, vagy azért, hogy tegyék vonzóvá a Gideon motorgyárban dolgozó sok dán számára. A csapat ugyanezen év augusztus 5-én játszotta első tétmeccsét, a Kristiansund otthonában, 2:2-es eredménnyel. Miután a környező városokban is felszökött az érdeklődés a futball iránt, a klub 1915-ben Molde Fotballklubb-ra változtatta a nevét. A csapat először az 1939/40-es szezonban játszott a legfelső osztályban, ez azonban Norvégia német megszállása miatt félbeszakadt, és nem is folytatták. A háború utáni első szezonban, 1947/1948-ban a topligában szereplő 74 csapatból 58 – köztük a Molde – kiesett.

### Az áttörés (1964–77)
1964. augusztus 2-án a Molde sokkolta a kilencszeres kupagyőztes és szintén kilencszeres bajnok Fredrikstad FK-t, amikor a harmadik fordulóban, 3:2-es otthoni győzelemmel búcsúztatta őket a kupaküzdelemből. Ezekben az időkben a Moldénak olyan játékosai voltak, mint Jan Fuglset, Torkild Brakstad és Harry Hestad A korábbiakban a Molde az alacsonyabb osztályokban játszott, egy rövid látogatástól eltekintve a topligában az 1957/58-as szezonban. 1970-ben felkerültek az Első Osztályba (ami Norvégiában a másodvonal), és itt töltöttek három szezont, majd 1973. szeptember 16-án, a Sogndal elleni 5:1-es idegenbeli győzelemmel feljutottak az Eliteserien nevű topligába.
Az 1974-es bajnokságban a Molde nagyon meglepte az ellenfeleket, miután számos tehetséges fiatal játékos mutatkozott be a csapatban, miközben visszatértek olyan csúcsszintű játékosok, mint Fuglset, Brakstad és Hestad. A 22 meccsnapból kilencben a Molde állt az első helyen, és meg is nyerték volna a bajnokságot, ha az utolsó fordulóban megverik a Sarpsborgot, a Viking pedig kikap Strømsgodsettől. A Molde győzött, csakhogy a Viking is, és ezzel az utóbbi lett a bajnok.
Azóta a Molde többnyire a legfelső osztályban játszik, és Norvégia egyik vezető klubjává nőtte ki magát. Számos játékost adtak a válogatottnak, illetve idegenlégióst külföldi csapatoknak.

## Sikerek
- Bajnokság:
  - Győztes (5): 2011, 2012, 2014, 2019, 2022
  - Második (11): 1974, 1987, 1995, 1998, 1999, 2002, 2009, 2017, 2018, 2020, 2021

- Kupa:
  - Győztes (5): 1994, 2005, 2013, 2014, 2021–22
  - Döntős  (3): 1982, 1989, 2009

- La Manga-kupa:
  - Győztes (1): 2010

## Statisztika
| Szezon | Bajnokság | Bajnokság | Bajnokság | Bajnokság | Bajnokság | Bajnokság | Bajnokság | Bajnokság | Bajnokság | Kupa        | Európa            | Házi gólkirály                         | Házi gólkirály |
| Szezon | Osztály   | Poz.      | M         | Gy        | D         | V         | RG        | KG        | P         | Kupa        | Európa            | Név                                    | Gólok          |
| ------ | --------- | --------- | --------- | --------- | --------- | --------- | --------- | --------- | --------- | ----------- | ----------------- | -------------------------------------- | -------------- |
| 1999   | 1.        | 2         | 26        | 16        | 2         | 8         | 49        | 37        | 50        | Elődöntő    | BL, csoportkör    |                                        |                |
| 2000   | 1.        | 7         | 26        | 11        | 7         | 8         | 46        | 47        | 40        | Negyeddöntő | UEFA-kupa, 1. kör |                                        |                |
| 2001   | 1.        | 5         | 26        | 13        | 5         | 8         | 54        | 41        | 44        | 4.forduló   |                   | Magne Hoseth                           | 10             |
| 2002   | 1.        | 2         | 26        | 15        | 5         | 6         | 48        | 26        | 50        | 3.forduló   |                   | André Schei Lindbæk Bernt Hulsker      | 9              |
| 2003   | 1.        | 9         | 26        | 9         | 4         | 13        | 32        | 41        | 31        | 3.forduló   | UEFA-kupa, 2. kör | Magne Hoseth                           | 11             |
| 2004   | 1.        | 11        | 26        | 7         | 10        | 9         | 34        | 37        | 31        | 3.forduló   |                   | Bernt Hulsker Thomas Mork Magne Hoseth | 4              |
| 2005   | 1.        | 12        | 26        | 8         | 6         | 12        | 40        | 46        | 30        | Győztes     |                   | Rob Friend                             | 10             |
| 2006   | 1.        | 14        | 26        | 7         | 4         | 15        | 29        | 50        | 25        | 3.forduló   | UEFA-kupa, 1. kör | Pape Paté Diouf                        | 5              |
| 2007   | 2.        | 1         | 30        | 22        | 3         | 5         | 62        | 28        | 69        | 1.forduló   |                   | Mame Biram Diouf                       | 10             |
| 2008   | 1.        | 9         | 26        | 8         | 6         | 12        | 39        | 43        | 31        | Elődöntő    |                   | José Roberto Rodrigues Mota            | 12             |
| 2009   | 1.        | 2         | 30        | 17        | 5         | 8         | 62        | 35        | 56        | Döntős      |                   | Mame Biram Diouf                       | 16             |
| Szezon | Bajnokság | Bajnokság | Bajnokság | Bajnokság | Bajnokság | Bajnokság | Bajnokság | Bajnokság | Bajnokság | Bajnokság | Kupa        | Európa                                                    | Házi gólkirály (liga)             | Házi gólkirály (liga) |  |
| Szezon | Osztály   | Hely      | M         | GY        | D         | V         | RG        | KG        | Pont      | Átl.néző  | Kupa        | Európa                                                    | Név                               | Gól                   |  |
| ------ | --------- | --------- | --------- | --------- | --------- | --------- | --------- | --------- | --------- | --------- | ----------- | --------------------------------------------------------- | --------------------------------- | --------------------- |  |
| 2010   | 1.        | 11        | 30        | 10        | 10        | 10        | 42        | 45        | 40        | 8,413     | 3.forduló   | Európa-liga – 3.forduló                                   | Baye Djiby Fall                   | 16                    |  |
| 2011   | 1.        | 1         | 30        | 17        | 7         | 6         | 54        | 38        | 58        | 9,818     | Negyeddöntő |                                                           | Pape Paté Diouf                   | 12                    |  |
| 2012   | 1.        | 1         | 30        | 19        | 5         | 6         | 51        | 31        | 62        | 9,362     | Elődöntő    | Bajnokok ligája – 3.selejtezőkör Európa-liga – Csoportkör | Davy Claude Angan                 | 13                    |  |
| 2013   | 1.        | 6         | 30        | 12        | 8         | 10        | 47        | 38        | 44        | 8,828     | Győztes     | Bajnokok ligája – 3.selejtezőkör Európa-liga – Playoff    | Daniel Chima                      | 9                     |  |
| 2014   | 1.        | 1         | 30        | 22        | 5         | 3         | 62        | 24        | 71        | 9,243     | Győztes     | Európa-liga – 3.forduló                                   | Mohamed Elyounoussi               | 13                    |  |
| 2015   | 1.        | 6         | 30        | 15        | 7         | 8         | 62        | 31        | 52        | 8,952     | Negyeddöntő | Bajnokok ligája – 3.selejtezőkör Európa-liga – Csoportkör | Ola Kamara                        | 14                    |  |
| 2016   | 1.        | 5         | 30        | 13        | 6         | 11        | 48        | 42        | 45        | 8,392     | 3.forduló   | Európa-liga – Legjobb 32                                  | Mohamed Elyounoussi Harmeet Singh | 5                     |  |
| 2017   | 1.        | 2         | 30        | 16        | 6         | 8         | 50        | 35        | 54        | 7,785     | Elődöntő    |                                                           | Björn Bergmann Sigurðarson        | 16                    |  |
| 2018   | 1.        | 2         | 30        | 18        | 5         | 7         | 63        | 36        | 59        | 7,111     | 2.forduló   | Európa-liga – Playoff                                     | Erling Haaland                    | 12                    |  |
| 2019   | 1.        | 1         | 30        | 21        | 5         | 4         | 72        | 31        | 68        | 6,956     | 3.forduló   | Európa-liga – Playoff                                     | Leke James                        | 17                    |  |
| 2020   | 1.        | 2         | 30        | 20        | 2         | 8         | 77        | 36        | 62        | 200       |             | Európa-liga – Playoff                                     | Leke James                        | 13                    |  |
| 2021   | 1.        | 2         | 30        | 18        | 6         | 6         | 70        | 40        | 60        | 2,956     |             | UEFA Konferencia Liga – 3. selejtezőkör                   | Ohi Omoijuanfo                    | 27                    |  |

## Játékoskeret
2022. szeptember 23. szerint.
| #  |     | Poszt | Név                        |
| -- | --- | ----- | -------------------------- |
| 1  | NOR | K     | Jacob Karlstrøm            |
| 2  | NOR | V     | Martin Bjørnbak            |
| 3  | NOR | V     | Birk Risa                  |
| 4  | DEN | V     | Benjamin Hansen            |
| 5  | GAM | V     | Sheriff Sinyan             |
| 6  | NOR | KP    | Martin Ellingsen           |
| 7  | NOR | KP    | Magnus Wolff Eikrem        |
| 8  | NOR | KP    | Sivert Mannsverk           |
| 9  | CIV | CS    | Datro Fofana               |
| 10 | ISL | CS    | Björn Bergmann Sigurðarson |
| 11 | NOR | CS    | Ola Brynhildsen            |
| 12 | BEL | K     | Álex Craninx               |
| 14 | NOR | V     | Erling Knudtzon            |
| 15 | NOR | KP    | Markus André Kaasa         |
| 16 | NOR | KP    | Etzaz Hussain              |
| 17 | NOR | CS    | Rafik Zekhnini             |
| 18 | NOR | V     | Kristoffer Haraldseid      |

| #  |     | Poszt | Név                      |
| -- | --- | ----- | ------------------------ |
| 19 | NOR | V     | Eirik Haugan             |
| 20 | NOR | KP    | Kristian Eriksen         |
| 21 | NOR | V     | Martin Linnes            |
| 22 | NOR | KP    | Magnus Grødem            |
| 23 | NOR | CS    | Eirik Ulland Andersen    |
| 24 | NOR | KP    | Johan Bakke              |
| 25 | NOR | KP    | Emil Breivik             |
| 26 | NOR | K     | Oliver Petersen          |
| 28 | NOR | V     | Kristoffer Haugen        |
| 30 | CIV | CS    | Mathis Bolly             |
| 31 | NOR | V     | Mathias Fjørtoft Løvik   |
| 33 | NOR | KP    | Niklas Ødegård           |
| 34 | NOR | K     | Peder Hoel Lervik        |
| 54 | NOR | KP    | Andreas Eikrem Myklebust |
| 58 | NOR | V     | Anders Rønne Børset      |
| —  | NOR | CS    | Niklas Haugland          |

## Külső hivatkozások
- Hivatalos weboldal
- Szurkolói oldal Archiválva 2021. március 16-i dátummal a Wayback Machine-ben
- Tornekrattet – szurkolói oldal